# بحر باندا

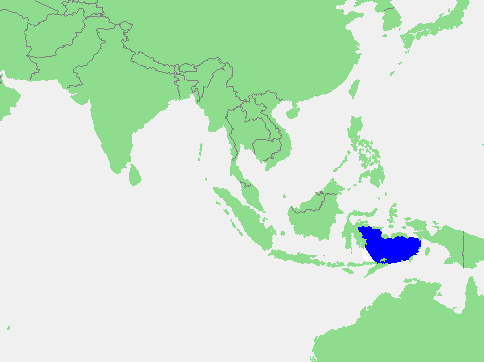
موقع بحر باندا في جنوب شرق إندونيسيا

بحر باندا هو بحر يقع في جزر الملوك في إندونيسيا وهو مرتبط بالمحيط الهادئ وتحيطهُ مئات الجُزُر ويرتبط ببحر هلماهرا وبحر سرام وطوله 1000 كلم من الشرق إلى الغرب و 500 كلم من الشمال إلى الجنوب.